# Феррейруш (Брага)
Феррейруш (порт. Ferreiros; МФА: [fɨ.ˈʁɐj.ɾuʃ]) — парафія в Португалії, у муніципалітеті Брага. Розташована в північно-західній частині країни, на теренах історичної португальської провінції Дору-Міню. Входить до складу округу Брага. За адміністративним поділом, чинним до 1976 року, терени парафії були складовою провінції Міню. Належить до Бразької архідіоцезії Католицької церкви. Патрон — Діва Марія. Площа — 2,5791 км². Населення — 7707 ос. (2011). Сильно урбанізований регіон. Густота населення — 2988,25 осіб/км²
. Код — 030314.

## Населення
| Кількість мешканців | Кількість мешканців | Кількість мешканців | Кількість мешканців | Кількість мешканців | Кількість мешканців | Кількість мешканців | Кількість мешканців | Кількість мешканців | Кількість мешканців | Кількість мешканців | Кількість мешканців | Кількість мешканців | Кількість мешканців | Кількість мешканців |
| ------------------- | ------------------- | ------------------- | ------------------- | ------------------- | ------------------- | ------------------- | ------------------- | ------------------- | ------------------- | ------------------- | ------------------- | ------------------- | ------------------- | ------------------- |
| 1864                | 1878                | 1890                | 1900                | 1911                | 1920                | 1930                | 1940                | 1950                | 1960                | 1970                | 1981                | 1991                | 2001                | 2011                |
| 832                 | 917                 | 1 009               | 1 053               | 1 146               | 1 027               | 1 236               | 1 574               | 1 758               | 1 912               | 2 455               | 4 162               | 4 814               | 6 857               | 7 707               |